# Cees Priem
Cornelis Johannes "Cees" Priem (nascido em 27 de outubro de 1950) é um ex-ciclista holandês. Após sua carreira de ciclismo, Priem tornou-se gerente da equipe de TVM. Competiu na prova de estrada (individual e por equipes) nos Jogos Olímpicos de 1972 em Munique, Alemanha Ocidental.